# Santiago Nazarian
Santiago Nazarian (São Paulo, 12 de mayo de 1977) es un escritor brasileño.

## Carrera
Nazarian estudió literatura y obtuvo un grado en Comunicación Social en su natal São Paulo. Su novela Olívio de 2003 ganó el premio de la Fundación Conrado Wessel. En 2007 fue incluido en la lista Bogotá39, la cual acoge a los mejores escritores latinoamericanos menores de 39 años. Su proyecto literario es etiquetado como "existencialismo bizarro", mezclando referencias literarias clásicas con el horror, el pop y la cultura trash.

## Libros publicados
- Olívio (Talento, 2003)
- A Morte Sem Nome (Planeta, 2004)
- Feriado de Mim Mesmo (Planeta, 2005)
- Mastigando Humanos (Nova Fronteira, 2006)
- O Prédio, o Tédio e o Menino Cego (Record, 2009)
- Pornofantasma (Record, 2011)
- Garotos Malditos (Record, 2012)
- Biofobia (Record, 2014)
- Neve Negra (Companhia das Letras, 2014)
- A Festa do Dragão Morto (Melhoramentos, 2019)